# EuroLeague Women
L'Eurolega femminile (in inglese EuroLeague Women) è la massima competizione europea di pallacanestro femminile. Il torneo è organizzato da FIBA Europe.

## La competizione
La competizione prevede 16 squadre partecipanti, nel primo turno vengono divise in due gironi. Le prime quattro classificate di ogni girone accedono ai quarti di finale. Le vincenti dei quarti di finale si qualificano alle Final Four, da dove uscirà la squadra vincente.

### La nuova formula
Dalla stagione 2014-2015 i club ammessi alla massima competizione europea sono passati da 20 a 16, suddivisi (nella Prima Fase) in due gruppi da 8 squadre ciascuno. Ogni team affronta le restanti 7 in incontri di andata e ritorno. I 4 club meglio classificati al termine delle 14 giornate si qualificano ai quarti di finale. La classifica finale di ogni girone viene stilata in base alle prestazioni delle singole squadre (differenza gare vinte-perse, punteggio medio di ogni gara).
I quarti di finale sono al meglio delle tre partite. Le vincenti accedono alla Final Four che determina la squadra Campione d'Europa.

## Albo d'oro
fonte.

### Coppa dei Campioni
| Stagione | Sede Finali            | Vincitrice                       | Contendente                         | Punteggio                     |
| -------- | ---------------------- | -------------------------------- | ----------------------------------- | ----------------------------- |
| 1958-59  | Sofia Mosca            | Slavia Sofia Bulgaria            | Dinamo Mosca Unione Sovietica       | 97 - 84 *63 - 40 / 34 - *44   |
| 1959-60  | Sofia Riga             | Daugawa Riga Unione Sovietica    | Slavia Sofia Bulgaria               | 111 - 71 43 - *49 / *62 - 28  |
| 1960-61  | Praga Riga             | Daugawa Riga Unione Sovietica    | Slovian Orbis Praga Cecoslovacchia  | 148 - 114 76 - *77 / *72 - 37 |
| 1961-62  | Riga Leningrado        | Daugawa Riga Unione Sovietica    | ASK Leningrado Unione Sovietica     | 103 - 82 *55 - 58 / 48 - *43  |
| 1962-63  | Praga Sofia            | Slavia Sofia Bulgaria            | Slovian Orbis Praga Cecoslovacchia  | 112 - 106 52 - *57 / *60 - 49 |
| 1963-64  | Riga Praga             | Daugawa Riga Unione Sovietica    | Sparta Praga Cecoslovacchia         | 103 - 101 *63 - 58 / 40 - *43 |
| 1964-65  | Riga Sofia             | Daugawa Riga Unione Sovietica    | Slavia Sofia Bulgaria               | 101 - 93 *49 - 31 / 52 - *62  |
| 1965-66  | Riga Praga             | Daugawa Riga Unione Sovietica    | Slovian Orbis Praga Cecoslovacchia  | 135 - 95 *62 - 39 / 73 - *56  |
| 1966-67  | Praga Riga             | Daugawa Riga Unione Sovietica    | Sparta Praga Cecoslovacchia         | 111 - 93 56 - *41 / *55 - 52  |
| 1967-68  | Riga Praga             | Daugawa Riga Unione Sovietica    | Sparta Praga Cecoslovacchia         | 134 - 92 *76 - 45 / 58 - *47  |
| 1968-69  | Halle sul Saale Riga   | Daugawa Riga Unione Sovietica    | Chemie Halle Germania Est           | 144 - 105 62 - *48 / *82 - 54 |
| 1969-70  | Riga Cracovia          | Daugawa Riga Unione Sovietica    | Wisła Cracovia Polonia              | 120 - 87 *61 - 45 / 66 - *55  |
| 1970-71  | Riga Clermont-Ferrand  | Daugawa Riga Unione Sovietica    | Clermont UC Francia                 | 134 - 115 *71 - 42 / 68 - *55 |
| 1971-72  | Riga Praga             | Daugawa Riga Unione Sovietica    | Sparta Praga Cecoslovacchia         | 166 - 118 *80 - 59 / 86 - *59 |
| 1972-73  | Riga Clermont-Ferrand  | Daugawa Riga Unione Sovietica    | Clermont UC Francia                 | 147 - 104 *64 - 44 / 83 - *60 |
| 1973-74  | Riga Clermont-Ferrand  | Daugawa Riga Unione Sovietica    | Clermont UC Francia                 | 164 - 120 *96 - 67 / 69 - *53 |
| 1974-75  | Riga Praga             | Daugawa Riga Unione Sovietica    | Sparta Praga Cecoslovacchia         | 159 - 115 *87 - 59 / 72 - *56 |
| 1975-76  | Praga Clermont-Ferrand | Sparta Praga Cecoslovacchia      | Clermont UC Francia                 | 132 - 115 55 - *58 / *77 - 57 |
| 1976-77  | Barcellona             | Daugawa Riga Unione Sovietica    | Clermont UC Francia                 | 79 - 53                       |
| 1977-78  | Nizza                  | Geas Sesto San Giovanni Italia   | Sparta Praga Cecoslovacchia         | 74 - 66                       |
| 1978-79  | La Coruña              | Stella Rossa Belgrado Jugoslavia | Budapest SE Ungheria                | 97 - 62                       |
| 1979-80  | Wittenheim             | Fiat Torino Italia               | Mineur Pernik Bulgaria              | 75 - 66                       |
| 1980-81  | Saint-Nazaire          | Daugawa Riga Unione Sovietica    | Stella Rossa Belgrado Jugoslavia    | 83 - 65                       |
| 1981-82  | Colonia                | Daugawa Riga Unione Sovietica    | Mineur Pernik Bulgaria              | 78 - 56                       |
| 1982-83  | Mestre                 | Zolu Vicenza Italia              | DJK Agon Düsseldorf Germania        | 76 - 67                       |
| 1983-84  | Budapest               | Levski Sofia Bulgaria            | Zolu Vicenza Italia                 | 82 - 77                       |
| 1984-85  | Viterbo                | Fiorella Vicenza Italia          | Daugawa Riga Unione Sovietica       | 63 - 55                       |
| 1985-86  | Milano                 | Primigi Vicenza Italia           | DJK Agon Düsseldorf Germania        | 71 - 57                       |
| 1986-87  | Salonicco              | Primigi Vicenza Italia           | Dinamo Novosibirsk Unione Sovietica | 86 - 73                       |
| 1987-88  | Düsseldorf             | Primigi Vicenza Italia           | Dinamo Novosibirsk Unione Sovietica | 70 - 64                       |
| 1988-89  | Firenze                | Jedinstvo-Aida Tuzla Jugoslavia  | Primigi Vicenza Italia              | 74 - 70                       |
| 1989-90  | Cesena                 | Trogylos Enimont Priolo Italia   | CSKA Mosca Unione Sovietica         | 86 - 71                       |
| 1990-91  | Barcellona             | Conad Cesena Italia              | Arvika Basket Svezia                | 84 - 66                       |

### EuroLeague Women
| Stagione | Sede Finali   | Vincitrice                      | Contendente                                         | Punteggio       |
| -------- | ------------- | ------------------------------- | --------------------------------------------------- | --------------- |
| 1991-92  | Bari          | Dorna Godella Valencia Spagna   | Dinamo Aspro Kiev Comunità degli Stati Indipendenti | 66 - 56         |
| 1992-93  | Llíria        | Dorna Godella Valencia Spagna   | Pool Comense Italia                                 | 66 - 58 (t.s.)  |
| 1993-94  | Poznań        | Pool Comense Italia             | Dorna Godella Valencia Spagna                       | 79 - 68         |
| 1994-95  | Cantù         | Pool Comense Italia             | Dorna Godella Valencia Spagna                       | 64 - 57         |
| 1995-96  | Sofia         | GoldZac Wuppertal Germania      | Pool Comense Italia                                 | 76 - 62         |
| 1996-97  | Larissa       | CJM Bourges Francia             | GoldZac Wuppertal Germania                          | 71 - 52         |
| 1997-98  | Bourges       | CJM Bourges Francia             | Pool Getafe Madrid Spagna                           | 76 - 64         |
| 1998-99  | Brno          | SCP Ružomberok Slovacchia       | Pool Comense Italia                                 | 63 - 48         |
| 1999-00  | Ružomberok    | MBK Ružomberok Slovacchia       | CJM Bourges Francia                                 | 67 - 64 (2t.s.) |
| 2000-01  | Messina       | CJM Bourges Francia             | US Valenciennes Olympic Francia                     | 73 - 71         |
| 2001-02  | Liévin        | US Valenciennes Olympic Francia | Lotos Gdynia Polonia                                | 78 - 72         |
| 2002-03  | Bourges       | UMMC Ekaterinburg Russia        | US Valenciennes Olympic Francia                     | 82 - 80         |
| 2003-04  | Pécs          | US Valenciennes Olympic Francia | Lotos Gdynia Polonia                                | 93 - 69         |
| 2004-05  | Samara        | VBM-SGAU Samara Russia          | Gambrinus Brno Rep. Ceca                            | 69 - 66         |
| 2005-06  | Brno          | Gambrinus Brno Rep. Ceca        | VBM-SGAU Samara Russia                              | 68 - 54         |
| 2006-07  | Vidnoe        | Spartak Regione di Mosca Russia | Ros Casares Valencia Spagna                         | 76 - 62         |
| 2007-08  | Brno          | Spartak Regione di Mosca Russia | Gambrinus Brno Rep. Ceca                            | 75 - 60         |
| 2008-09  | Salamanca     | Spartak Regione di Mosca Russia | Avenida Salamanca Spagna                            | 85 - 70         |
| 2009-10  | Valencia      | Spartak Regione di Mosca Russia | Ros Casares Valencia Spagna                         | 87 - 80         |
| 2010-11  | Ekaterinburg  | Avenida Salamanca Spagna        | Spartak Regione di Mosca Russia                     | 68 - 59         |
| 2011-12  | Istanbul      | Ros Casares Valencia Spagna     | Rivas Ecópolis Spagna                               | 65 - 52         |
| 2012-13  | Ekaterinburg  | UMMC Ekaterinburg Russia        | Fenerbahçe Turchia                                  | 82 - 56         |
| 2013-14  | Ekaterinburg  | Galatasaray Turchia             | Fenerbahçe Turchia                                  | 68 - 59         |
| 2014-15  | Praga         | ZVVZ USK Praga Rep. Ceca        | UMMC Ekaterinburg Russia                            | 72 - 68         |
| 2015-16  | Istanbul      | UMMC Ekaterinburg Russia        | Nadežda Orenburg Russia                             | 72 - 69         |
| 2016-17  | Ekaterinburg  | Dinamo Kursk Russia             | Fenerbahçe Turchia                                  | 77 - 63         |
| 2017-18  | Sopron        | UMMC Ekaterinburg Russia        | Sopron Basket Ungheria                              | 72 - 53         |
| 2018-19  | Sopron        | UMMC Ekaterinburg Russia        | Dinamo Kursk Russia                                 | 91 - 67         |
| 2019-20  | non assegnata | non assegnata                   | non assegnata                                       | non assegnata   |
| 2020-21  | Istanbul      | UMMC Ekaterinburg Russia        | Perfumerías Avenida Spagna                          | 78 - 68         |
| 2021-22  | Istanbul      | Sopron Basket Ungheria          | Fenerbahçe Turchia                                  | 60 - 55         |
| 2022-23  | Praga         | Fenerbahçe Turchia              | CBK Mersin Turchia                                  | 99 - 60         |
| 2023-24  | Mersin        | Fenerbahçe Turchia              | ESBVA-LM Francia                                    | 106 - 73        |
| 2024-25  | Saragozza     | ZVVZ USK Praga Rep. Ceca        | CBK Mersin Turchia                                  | 66 - 53         |

## Vittorie per squadra
| Vittorie | Squadre                  | Anno |
| -------- | ------------------------ | --- |
| 18       | TTT Rīga                 | 1960, 1961, 1962, 1964, 1965, 1966, 1967, 1968, 1969, 1970, 1971, 1972, 1973, 1974, 1975, 1977, 1981, 1982 |
| 6        | UMMC Ekaterinburg        | 2002-03, 2012-13, 2015-16, 2017-18, 2018-19, 2020-21                                                       |
| 5        | A.S. Vicenza             | 1983, 1985, 1986, 1987, 1988                                                                               |
| 4        | Spartak Regione di Mosca | 2006-07, 2007-08, 2008-09, 2009-10                                                                         |
| 3        | CJM Bourges Basket       | 1996-97, 1997-98, 2000-01                                                                                  |
| 3        | CB Godella-Valencia      | 1991-92, 1992-93, 2011-12                                                                                  |
| 2        | Slavia Sofia             | 1959, 1963                                                                                                 |
| 2        | Ginnastica Comense       | 1993-94, 1994-95                                                                                           |
| 2        | MBK Ružomberok           | 1998-99, 1999-00                                                                                           |
| 2        | US Valenciennes Olympic  | 2001-02, 2003-04                                                                                           |
| 2        | Fenerbahçe               | 2022-23, 2023-24                                                                                           |
| 2        | ZVVZ USK Praga           | 2014-15, 2024-25                                                                                           |
| 1        | Sparta Praga             | 1976 |
| 1        | Geas Sesto San Giovanni  | 1978 |
| 1        | Stella Rossa Belgrado    | 1979 |
| 1        | Fiat Torino              | 1980 |
| 1        | Levski Spartak Sofia     | 1984 |
| 1        | Jedinstvo-Aida Tuzla     | 1988-89 |
| 1        | Trogylos Priolo          | 1989-90 |
| 1        | Ahena Cesena             | 1990-91 |
| 1        | Wuppertal Wings          | 1995-96 |
| 1        | CSKA Samara              | 2004-05 |
| 1        | BK Brno                  | 2005-06 |
| 1        | Avenida Salamanca        | 2010-11 |
| 1        | Galatasaray              | 2013-14 |
| 1        | Dinamo Kursk             | 2016-17 |
| 1        | Sopron Basket            | 2021-22 |